# The Hero’s Return
«The Hero’s Return» (с англ. — «Возвращение героя») — песня британской прогрессивной рок-группы Pink Floyd. Как и многие песни, вошедшие в The Final Cut, «The Hero’s Return» — под первоначальным названием «Teacher, Teacher» — ранее должен был входить в альбом The Wall, но по итогу был отклонён. Гитарист Дэвид Гилмор был против такой переработки песен, полагая, что если они «были недостаточно хороши для The Wall, то почему они достаточно хороши сейчас?».
Как и многие другие композиции на The Final Cut, «The Hero’s Return» содержит антивоенную лирику. Текст песни «The Hero’s Return» почти полностью переписан из демо-версии «Teacher, Teacher».
Переименованная в «The Hero’s Return (Parts 1 and 2)» с дополнительным куплетом, отсутствующим в альбомной версии, песня была выпущена в качестве би-сайда «Not Now John», также из The Final Cut, в 1983 году. Несмотря на то, что песня не была выпущена в качестве дополнения к синглу, «The Hero’s Return» заняла 31-ю строчку в американском чарте Billboard Mainstream Rock.

## Участники записи
- Роджер Уотерс — вокал, акустическая гитара, синтезатор, бас-гитара, звуковые эффекты
- Дэвид Гилмор — соло- и ритм-гитары
- Ник Мэйсон — перкуссия, барабаны
- Энди Боун — пианино